# Catedral de Segòvia
La Catedral de Santa María y San Frutos és la catedral de la ciutat de Segòvia (Castella i Lleó), la construcció de la qual va començar el 1525. Va ser l'última catedral aixecada en estil gòtic a Espanya, quan arreu a Europa s'adoptava l'estil del Renaixement.